# Tygarrup griseoviridis
Tygarrup griseoviridis är en mångfotingart som beskrevs av Karl Wilhelm Verhoeff 1937. Tygarrup griseoviridis ingår i släktet Tygarrup och familjen storhuvudjordkrypare. Inga underarter finns listade i Catalogue of Life.